# Кастрати, Эльхан
Эльхан Кастрати (алб. Elhan Kastrati; род. 2 февраля 1997 года) — албанский футболист, вратарь итальянского клуба «Читтаделла» и национальной сборной Албании.

## Клубная карьера
Эльхан Кастрати начал заниматься футболом в 2009 году, в возрасте 12 лет, в юношеской академии албанского клуба «Теута». В сезоне 2012/2013 он включался в заявку первой команды для участия в двух матчах чемпионата и 4 национального кубка. 1 февраля 2014 года он перешёл в молодёжную команду «Ренато Кури Анголана», выступавшую в региональной лиге области Абруцци.
1 июля 2014 года Кастрати перешёл в итальянский клуб «Пескара», где начал выступать за её молодёжную команду, проведя 8 матчей в чемпионате Примавера в сезоне 2014/2015. В сезоне 2015/2016 Кастрати был включён в состав первой команды в одной игре Кубка Италии и двух матчах Серии В.
14 июля 2016 года Кастрати на правах аренды до конца сезона перешёл в команду Лиги Про «Пьяченца». Там он был вторым вратарём после Мирко Миори, двумя другими голкиперами были бывший игрок «Ромы» Иван Пелиццоли и молодой Стефано Дудиес. Кастрати дебютировал на профессиональном уровне 18 декабря 2016 года, заменив на 51-й минуте матча против «Прато» нападающего Андреа Раззитти. Это случилось после того, как вратарь «Пьяченцы» Мирко Миори был удалён с поля.
26 января 2017 года Кастрати был отдан в аренду до конца сезона «Теуте». 29 июня, по окончании сезона, в котором Кастрати провёл 13 матчей в лиге, «Пескара» и «Теута» договорились о том, что Кастрати останется в аренде и на сезон 2017/2018.
29 января 2020 года Кастрати подписал контракт с клубом итальянской Серии B «Трапани».

## Карьера в сборной
Кастрати был впервые вызван в сборную Албании до 17 лет тренером Джемалем Мустеданагичем для участия в товарищеском турнире, проходившем в августе 2012 года в Румынии.
13 июня 2022 года Эльхан Кастрати дебютировал за главную сборную Албании в товарищеском матче с Эстонией, закончившемся со счётом 0:0.